# Princessa na gorošine
Princessa na gorošine (Принцесса на горошине) è un film del 1977 diretto da Boris Vladimirovič Rycarev.

## Trama
Il film racconta di un principe che ha visto una pubblicità ai cancelli del palazzo: “Serve una principessa” e l'ha cercata.